# Borgaberget, Snavlunda
Borgaberget eller Bergaberget är en fornborg i Snavlunda socken i Askersunds kommun i Närke. Borgen är belägen på en 130 meter hög bergshöjd längs ett 40 meter brant stup i väster. Den är 120 x 70 meter stor och skyddas i norr och öster av en dubbel stenmur, cirka 100 meter lång och en meter hög. Borgen tros ha varit i bruk omkring 750–1350 e.Kr.